# Corriol xiulador
El corriol xiulador
(Charadrius melodus) és una espècie d'ocell de la família dels caràdrids (Charadriidae) que habita platges dels llacs interiors de la zona central del sud del Canadà i del nord dels Estats Units, i platges de la costa del sud-est del Canadà i el nord-est dels Estats Units. En hivern fan movimentes cap al sud.